# Đá Lesko

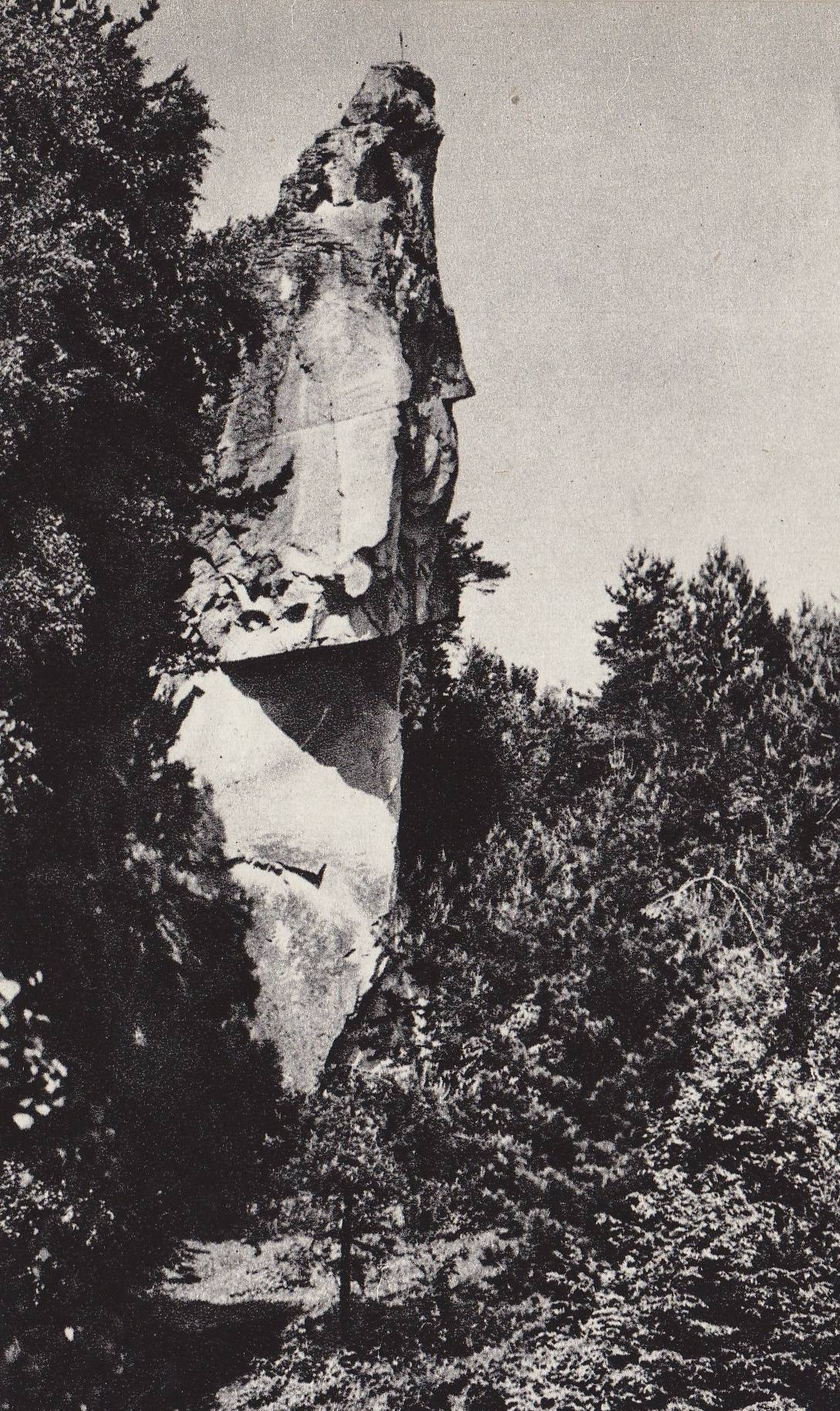
Hòn đá Lesko, hình vào năm 1968

Đá Lesko (tiếng Ba Lan: Kamień Leski) là một khối đá đặc biệt trong khu rừng gần thành phố Lesko thuộc dãy núi Bieszczady ở Ba Lan. Nó rất có thể là kết quả của các đợt băng hà trong khu vực và toàn bộ cấu trúc được cho là đã được đưa đến địa điểm hiện tại bởi một sông băng. Đá có hơn 65 foot (20 m) chiều cao và hoàn toàn là kết quả xói mòn. Hình dạng kỳ dị của nó được phát âm rõ hơn vì khu vực này là một mỏ đá nhỏ trong nhiều thế kỷ qua. Mặc dù là một địa điểm được bảo vệ về mặt môi trường, nó thường được thu nhỏ bởi những người leo núi và những người đam mê hoạt động ngoài trời. Nó có thể chạm được bằng cách đi theo một con đường du lịch dài từ Lesko hoặc từ một con đường dài khoảng 300 foot (91 m)

## Văn hóa dân gian
Đá là một khía cạnh quan trọng của văn hóa địa phương với một số truyền thuyết liên quan đến hình dạng và nguồn gốc của nó. Phổ biến nhất trong số đó có liên quan đến nhà thờ thế kỷ 16 ở Lesko, nơi tuyên bố hòn đá là tàn dư của một nỗ lực thất bại của ma quỷ nhằm tiêu diệt Kitô giáo trong khu vực. Một biến thể của câu chuyện này liên kết hòn đá với một số tu viện trong khu vực. Nhiều truyền thuyết khác tồn tại và một số trong số chúng được kể trên các tấm thẻ bài đang cố định với đá.

## Đề cập trong văn hóa
Do vị trí của nó trên tuyến đường chính xuyên qua dãy núi Bieszczady, Đá Lesko được nhắc đến nhiều lần trong văn học. Vẻ đẹp của hòn đá là nguồn cảm hứng cho một bài thơ đặc biệt về nó được viết bởi Aleksander Fredro và cũng xuất hiện trong các tác phẩm khác của ông. Nó cũng được viết bởi Oskar Kolberg, Stanisław Staszic và Wincenty Pol và những người khác.